# Mohammed Ameen
Mohammed Ameen (29 aprile 1980) è un ex calciatore saudita, centrocampista.

## Carriera
Con l'Al-Ittihad ha vinto l'AFC Champions League.
Ha partecipato ai Mondiali 2006.